# Tunes of War
Tunes of War è il settimo album in studio del gruppo musicale power metal tedesco Grave Digger, uscito nel 1996 per la GUN Records.

## Il disco
È considerato l'album capolavoro del gruppo, in quanto ebbe molto successo tra i fan e la critica. L'album è centrato sulla lotta per l'indipendenza scozzese e sulle figure storiche di quel periodo. 

## Tracce
1. The Brave (Intro) - 2:22
2. Scotland United - 4:35
3. The Dark of the Sun - 4:32
4. William Wallace (Braveheart) - 5:01
5. The Bruce (The Lion King) - 6:57
6. The Battle of Flodden - 4:06
7. The Ballad of Mary (Queen of Scots) - 4:59
8. The Truth - 3:51
9. Cry for Freedom (James the VI) - 3:16
10. Killing Time - 2:52
11. Rebellion (The Clans Are Marching) - 4:05
12. Culloden Muir - 4:08
13. The Fall of the Brave (Outro) - 1:56

### Special Edition
La special edition di questo cd è in formato Digipack o Picture LP e possiede tre bonustracks:
1. Heavy Metal Breakdown
2. Witchhunter
3. Headbanging Man

## Formazione
- Chris Boltendahl - voce
- Uwe Lulis - chitarra
- Tomi Göttlich - basso
- Stefan Arnold - batteria

- Hans Peter Katzenburg - tastiere